# Uccellacci e uccellini
Uccellacci e uccellini is een Italiaanse filmkomedie uit 1966 onder regie van Pier Paolo Pasolini.

## Verhaal
Totò en zijn zoon Ninetto wandelen door Italië. Ze worden daarbij gevolgd door een kraai die voortdurend links-intellectuele commentaar geeft. Uiteindelijk vermoorden ze de vogel en eten hem op.

## Rolverdeling
| Acteur             | Personage                           |
| ------------------ | ----------------------------------- |
| Totò               | Innocenti Totò / Broeder Cicillo    |
| Ninetto Davoli     | Innocenti Ninetto / Broeder Ninetto |
| Femi Benussi       | Luna                                |
| Umberto Bevilacqua | Incensurato                         |
| Renato Capogna     | Middeleeuwse, onbeleefde man        |